# 6372 Walker
6372 Walker eller 1985 JW1 är en asteroid i huvudbältet som upptäcktes den 13 maj 1985 av det amerikanska astronom paret Eugene M. och Carolyn S. Shoemaker vid Palomar-observatoriet. Den är uppkallad efter amerikanen Robert M. Walker.
Asteroiden har en diameter på ungefär 42 kilometer och den tillhör asteroidgruppen Meliboea.